# Clinton Motor Car
Clinton Motor Car Co. Ltd. war ein kanadischer Hersteller von Automobilen.

## Unternehmensgeschichte
Das Unternehmen wurde 1911 in Clinton zur Produktion von Automobilen gegründet. Es gehörte zu Clinton Tresher Co. Der Markenname lautete Clinton. Das Unternehmen rühmte sich, auf ausländischen Einfluss zu verzichten, und warb mit Kanadisches Design, kanadisches Kapital, kanadische Arbeiter. Im November 1912 endete die Produktion. Insgesamt entstanden acht Personenkraftwagen und einige Nutzfahrzeuge.

## Fahrzeuge
Im Angebot standen Fahrzeuge mit Vierzylindermotoren, möglicherweise selber hergestellt. Es gab Tourenwagen und Roadster. Und außerdem Fahrzeuge mit auswechselbaren Karosserien für Personen einerseits und Waren andererseits.